# Ponte Alta (Nova Iorque)
A Ponte Alta ou High Bridge (originalmente chamada de Aqueduct Bridge) é a ponte mais antiga da cidade de Nova York, tendo sido originalmente inaugurada como parte do Aqueduto Croton em 1848 e reaberta como uma passarela de pedestres em 2015, após ter sido fechada por mais de 45 anos. Uma ponte em arco de aço com uma altura de 43m sobre o rio Harlem, liga os bairros de Nova York do Bronx e Manhattan. A extremidade leste está localizada na seção Highbridge do Bronx, perto do extremo oeste da rua 170, e a extremidade oeste está localizada em Highbridge Park, em Manhattan, aproximadamente paralela ao final da rua 174.
Embora a ponte tenha sido originalmente concluída em 1848 como uma ponte de arco de pedra, a extensão do rio Harlem foi substituída por um arco de aço durante uma reforma de 1927. A ponte foi fechada para todo o tráfego desde a década de 1970 até sua restauração, que começou em 2009. A ponte foi reaberta para pedestres e bicicletas em 9 de junho de 2015. A ponte é operada e mantida pelo Departamento de Parques e Recreação de Nova York.

## História

### Construção
Originalmente projetada como uma ponte em arco de pedra, a Ponte Alta tinha a aparência de um aqueduto romano. A construção da ponte foi iniciada em 1837, e foi concluída em 1848 como parte do Aqueduto Croton, que transportava água do rio Croton para abastecer a então crescente cidade de Nova York, a cerca de 16 km ao sul. A ponte tem uma altura de 43m acima do rio Harlem e 190m de largura, com um comprimento total de 440 m. O projeto da ponte foi originalmente concedido ao major David Bates Douglass, que foi em seguida demitido do projeto. O projeto então caiu nas mãos a equipe de engenharia do aqueduto, liderada por John B. Jervis. James Renwick, Jr., que mais tarde desenhou o marco da catedral de São Patrício na Quinta Avenida, no centro de Manhattan, participou do projeto.

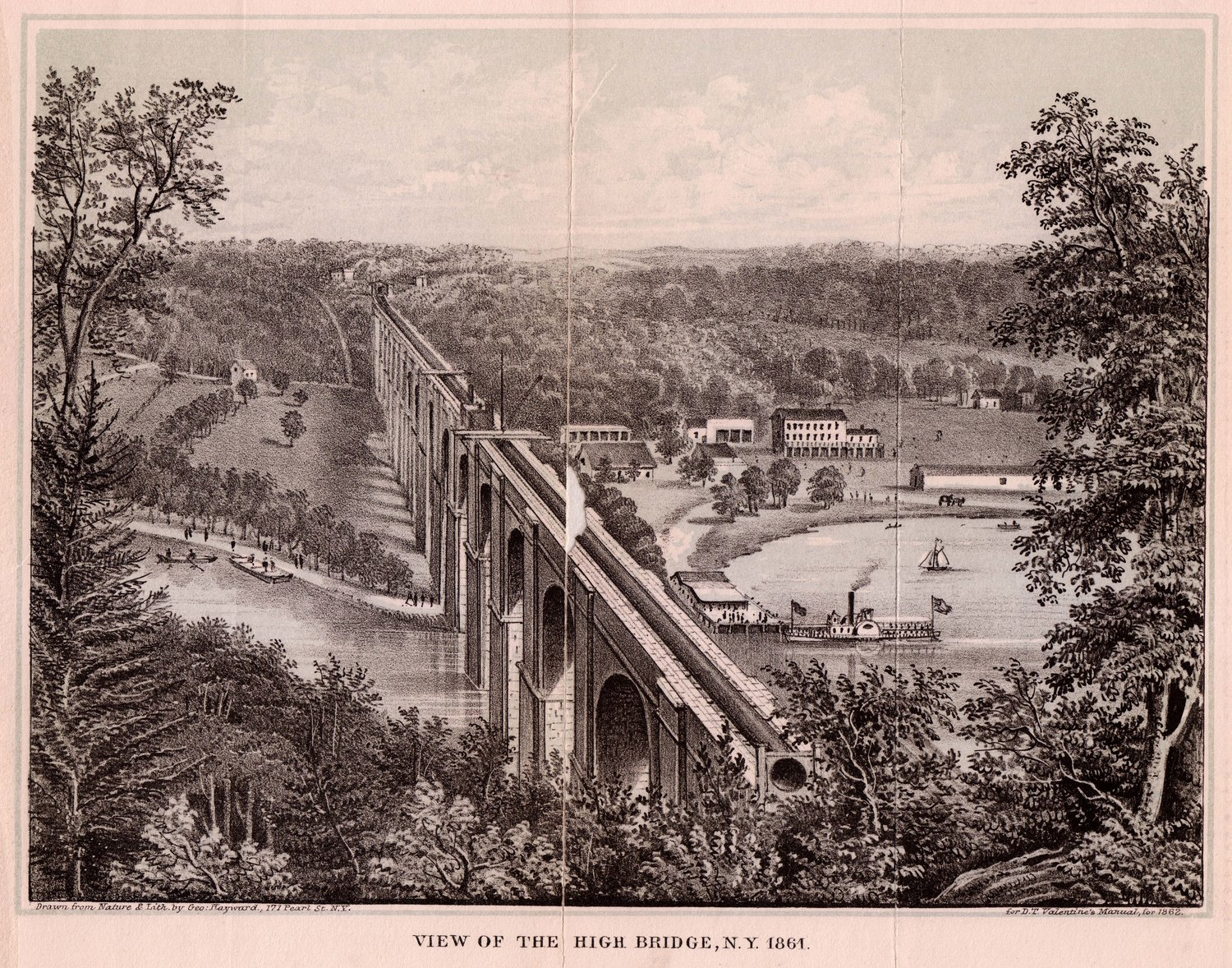
Vista da Ponte Alta em 1861.

O Aqueduto Croton teve que cruzar o rio Harlem em algum momento, e o método foi uma grande decisão de projeto. Um túnel sob o rio foi considerado, mas a tecnologia de tunelamento estava em sua infância na época, e a incerteza de perseguir essa opção levou à sua rejeição. Isso deixou uma ponte, com a Comissão da Água, engenheiros e o público divididos entre uma ponte baixa e uma ponte alta. Uma ponte baixa teria sido mais simples, mais rápida e mais barata de ser construída. Quando surgiram preocupações com a Legislatura de Nova York de que uma ponte baixa obstruiria a passagem ao longo do rio Harlem até o rio Hudson, assim uma ponte alta foi escolhida.
Os empreiteiros do projeto foram George Law, Samuel Roberts e Arnold Mason. Mason tinha experiência prévia em engenharia trabalhando no Canal de Erie e no Canal de Morris.

### Uso

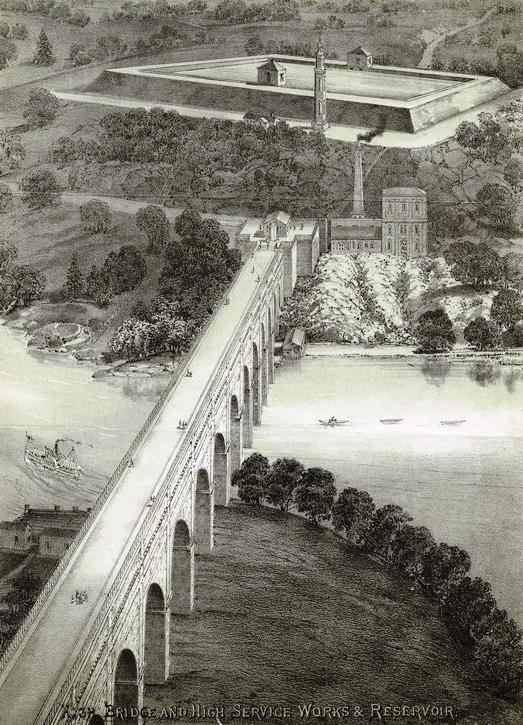
Vista da ponte em 1871.

Em 1864, uma passagem foi construída através da ponte alta. O Departamento de Parques e Recreação de Nova York (NYC Parks), atual mantenedor da ponte, descreveu a passarela como a linha High Line contemporânea da ponte. No entanto, a ponte não foi usada para veículos.
Em 1928, para melhorar a navegação no rio Harlem, os cinco arcos de alvenaria que atravessavam o rio foram demolidos e substituídos por um único arco de aço de cerca de 140 m. Dos arcos de alvenaria da ponte original de 1848, apenas um sobrevive no lado de Manhattan, enquanto cerca de dez sobrevivem no lado do Bronx. O uso da estrutura para levar água para a ilha cessou em 15 de dezembro de 1949.
Em 1954, o The New York Times informou que o comissário do Departamento de abastecimento de água, gás e eletricidade disse que "a ponte acarretava sérios problemas de manutenção e vandalismo". Robert Moses concordou em assumir a responsabilidade pela ponte, que foi transferida para o Departamento de Parques em 1955. Ocorreram incidentes, em 1957 e 1958, de pedestres atirando gravetos, pedras e tijolos da ponte, ferindo seriamente passageiros em barcos de passeio da Circle Line que passavam sob a ponte. As preocupações devido a estes incidentes supostamente contribuíram para a ponte correr o risco de ser fechada, embora o NYC Parks disse que ela não fechou até 1970, quando a alta criminalidade e a crise fiscal levou à contração de muitos serviços da cidade e espaços públicos. No entanto, um repórter do New York Times escreveu que quando ele tentou atravessar a ponte em 1968, ela foi fechada.

## Arqueduto
A Ponte Alta fazia parte do primeiro sistema de abastecimento de água confiável e abundante na cidade de Nova York. Como a cidade foi devastada pela cólera em 1832 e pelo Grande Incêndio em 1835, a inadequação do sistema de água dos poços e cisternas tornou-se aparente. Numerosas medidas corretivas foram examinadas. Em última análise, apenas o rio Croton no norte do condado de Westchester foi encontrado para transportar água suficiente em quantidade e qualidade para servir a cidade. O sistema de entrega foi iniciado em 1837 e foi concluído em 1848.
O Old Croton Aqueduct foi o primeiro desse tipo construído nos Estados Unidos. O sistema inovador usou uma alimentação gravitacional clássica, percorrendo 66 km até a cidade de Nova York através de um estrutura de alvenaria fechada cruzando vales e rios. Embora a capacidade de carga tenha sido ampliada em 1861-1862 com um tubo maior, a ponte (obsoleta devido a abertura do Novo Aqueduto Croton) deixou de transportar água em 1917. Na década de 1920, os arcos de alvenaria da ponte foram declarados um perigo para a navegação pelo Corpo de Engenheiros do Exército dos Estados Unidos, e a Cidade considerou demolir toda a estrutura, sendo posteriormente chamada para preservar a ponte histórica e, em 1927, cinco dos arcos originais do outro lado do rio foram substituídos por um único vão de aço, e os arcos restantes foram mantidos.

## Restauração
Em novembro de 2006, o Departamento de Parques e Recreação anunciou que a ponte seria reaberta aos pedestres em 2009. Esta data foi repetidamente adiada. Um projeto de renovação de US$ 20 milhões incluiria o fortalecimento do arco, a melhoria de escadas, câmeras nas duas extremidades da ponte e iluminação, entre outros recursos.
Em 2009, o planejamento preliminar, financiado pelo PlaNYC, começou a restaurar a Ponte Alta. A High Bridge Coalition levantou fundos e conscientização do público para restaurar a Ponte Alta para o tráfego de pedestres e bicicletas, juntando-se ao Highbridge Park em Manhattan e no Bronx. No início de 2010, foi assinado um contrato com a Lichtenstein Consulting Engineers e a Chu & Gassman Consulting Engineers para fornecer projetos para a ponte ser restaurada.
Em 11 de janeiro de 2013, a prefeitura anunciou que a ponte seria reaberta para o tráfego de pedestres em 2014, mas em agosto de 2014, a abertura foi adiada para primavera de 2015. Em maio de 2015, o Departamento de Parques anunciou a abertura em julho e um festival em 25 de julho. A fita foi cortada para a ponte restaurada por volta das 11h30 de 9 de junho de 2015, com a ponte aberta ao público em geral ao meio-dia.

## Torre da água
A High Bridge Water Tower, no Highbridge Park, entre as ruas 173 e 174, no topo da cordilheira no lado Manhattan da Ponte Alta, foi construída entre 1866 e 1872 para ajudar a atender às demandas cada vez maiores do sistema de água da cidade. A torre octogonal de 61m, que foi autorizada pela Assembléia Legislativa em 1863, foi projetada por John B. Jervis, o engenheiro que supervisionou a construção do Aqueduto da Ponte Alta. A água foi bombeada até 30m para um reservatório de 7 acres ao lado da torre - agora o local de um centro de recreação e piscina pública construída entre 1934 e 1936 - que, então, forneceu água para ser levantada até a nascente. Este "serviço de alta qualidade" melhorou a pressão de gravidade do sistema de água, necessária devido ao aumento do uso de vasos sanitários com descarga.
O sistema da Ponte Alta atingiu sua capacidade total em 1875. Com a abertura do Aqueduto Croton, o sistema da Ponte Alta tornou-se menos confiável; durante a Primeira Guerra Mundial, foi completamente fechado quando uma sabotagem foi temida. Em 1949 a torre foi removida do serviço, e um carrilhão, doado pela Fundação Altman, foi instalado em 1958.
A cúpula da torre foi danificada por um incêndio criminoso em 1984. Ela foi reconstruída e a construção exterior de alvenaria da torre - que Jervis projetou em uma mistura de estilo românico e neo-Grec - foi limpa e restaurada em 1989-1990 pela parceria com William A. Hall. Christopher Gray disse sobre o projeto da torre que "Seu granito com face de pedra dá à torre uma aparência robusta e fortificada, como se fosse um mirante para um complexo de castelo muito maior que nunca foi construído .... O granito é manuseado com competência, mas os detalhes não são muito inspirados ou elegantes. A torre é mais pitoresca do que bonita."
O interior da torre, que nunca foi aberto ao público, possui uma ampla escada de ferro em espiral bem detalhada com seis grandes patamares e janelas emparelhadas. A High Bridge Water Tower foi designada como um marco da cidade de Nova York pela Comissão de Preservação de Marcos em 1967.

## Galeria de imagens

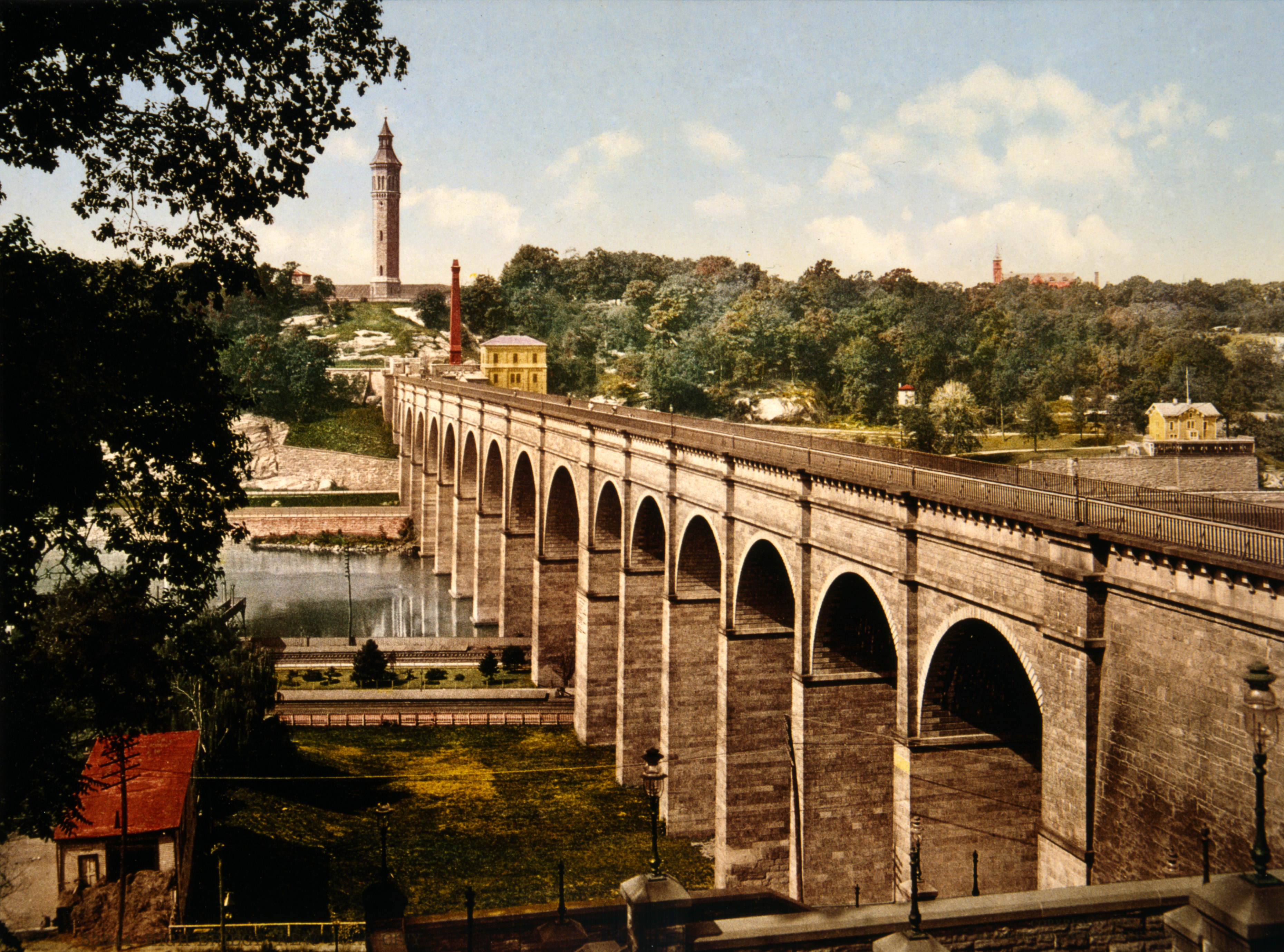
Uma impressão de 1900, mostrando arcos de pedra originais
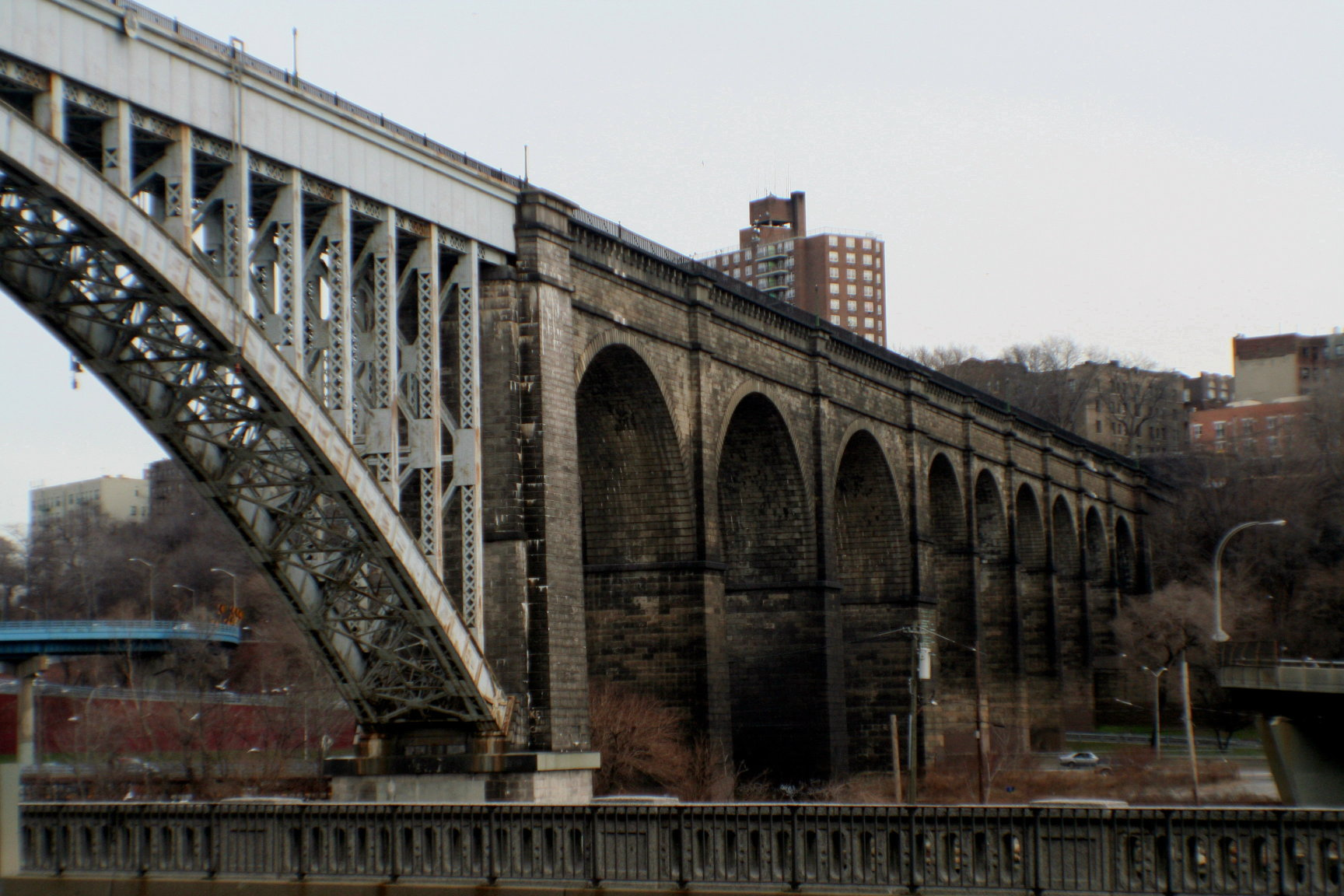
A transição do arco de aço sobre o rio Harlem para os arcos de pedra
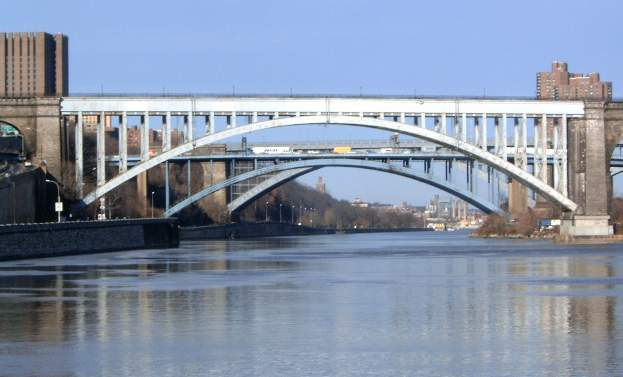
Três pontes do rio Harlem, a ponte alta mais próxima
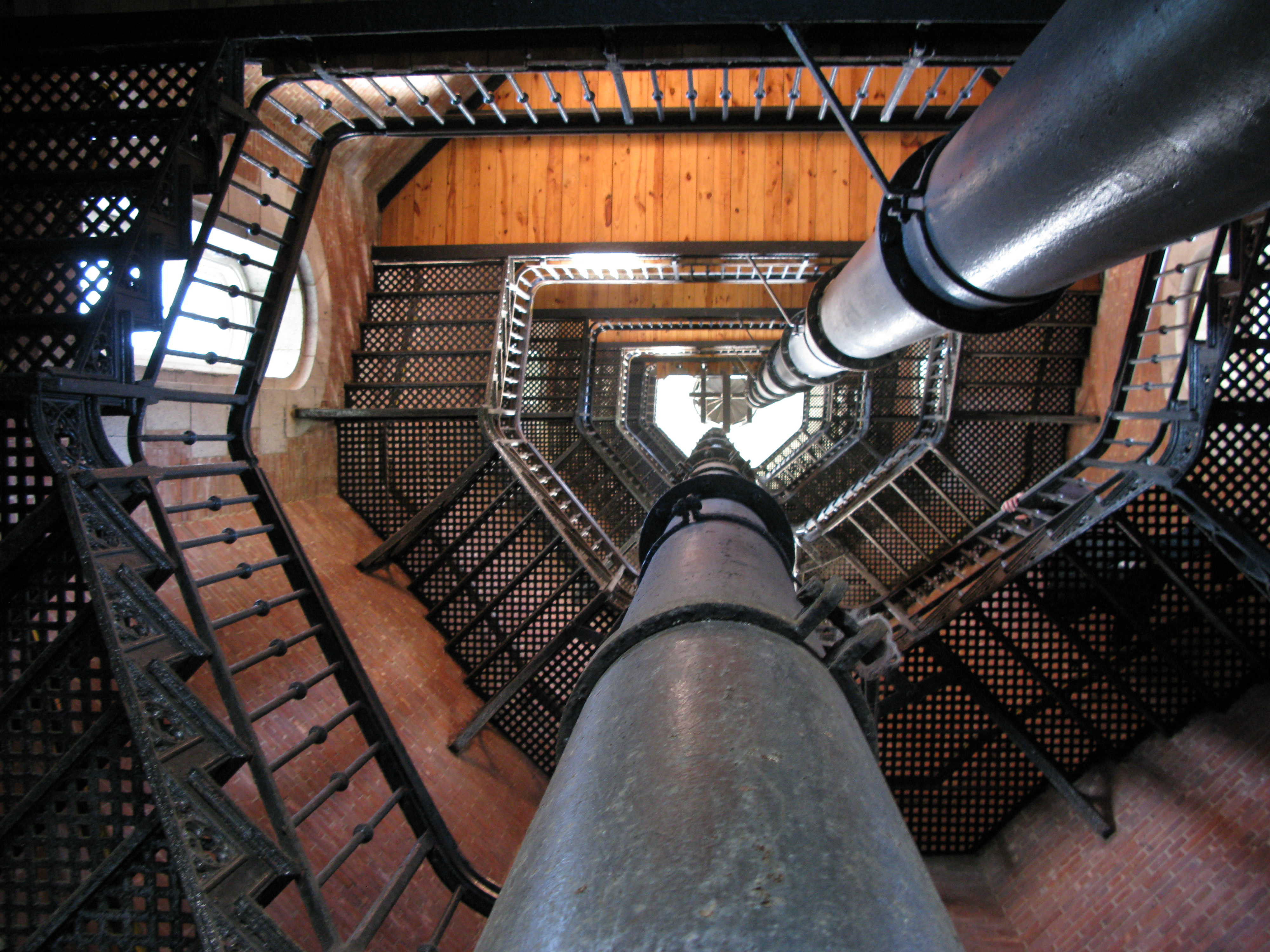
Escada interior da torre de água de ponte alta
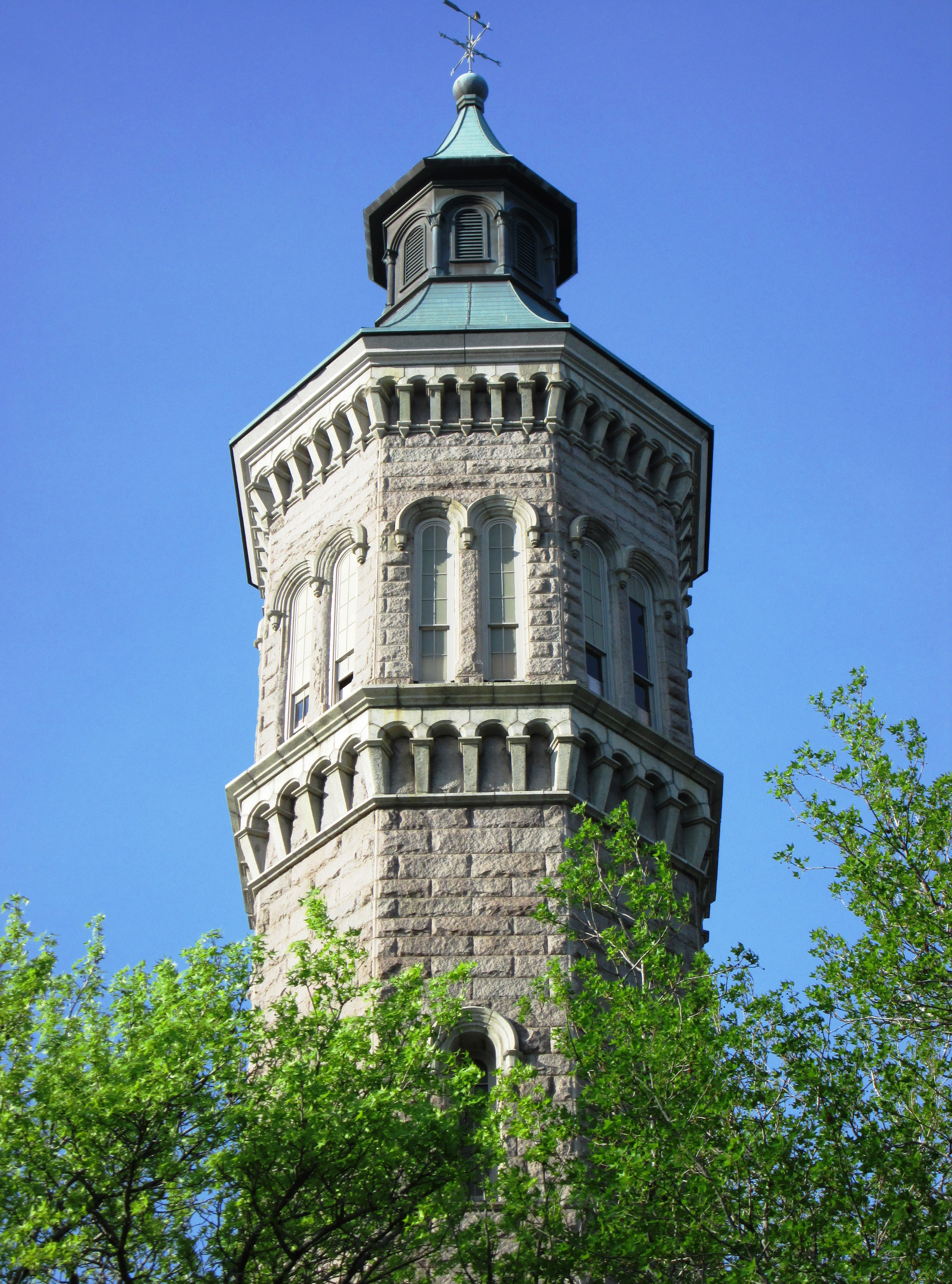
O topo da torre visto do sul.